# Ángeles de uniforme
 Ángeles de uniforme  es una película en blanco y negro de Argentina dirigida por René Olivares en 1949 que no se estrenó comercialmente pues su exhibición fue prohibida por el subsecretario de Información y Prensa Raúl Apold, del gabinete de Juan Domingo Perón. Tuvo como protagonistas a Tito Gómez, Dorita Dalton, Rafael Frontaura, Pedro Laxalt y Haydée Larroca.

## Reparto
- Tito Gómez
- Dorita Dalton
- Rafael Frontaura
- Pedro Laxalt
- Haydée Larroca
- Alfredo Jordán
- Juan Corona
- Raúl del Valle
- René Corra
- Agustín Orrequia
- Lucy Gallardo
- Carlos A. Dussó
- Inés Longo
- Raúl Deval